# Bartoșivka, Orativ
Bartoșivka (în ucraineană Бартошівка) este un sat în comuna Kojanka din raionul Orativ, regiunea Vinnița, Ucraina.

## Demografie
Componența lingvistică a localității Bartoșivka
     Ucraineană (98,86%)
     Rusă (1,14%)
Conform recensământului din 2001, majoritatea populației localității Bartoșivka era vorbitoare de ucraineană (98,86%), existând în minoritate și vorbitori de rusă (1,14%).